# 龍鮑爾 (密蘇里州)
龍鮑爾（英語：Rombauer）是位於美國密蘇里州巴特勒縣的非建制地區。

## 歷史
龍鮑爾的郵局自1902年營運至今。

## 地理
龍鮑爾所處的海拔為高於海平面102米（即335英呎），而該地所採用的時區為UTC-6，即北美中部時區（CST）。同時該地設有夏令時間，為UTC-6調快一小時，即UTC-5（CDT）。